# Jasione heldreichii
Jasione heldreichii là loài thực vật có hoa trong họ Hoa chuông. Loài này được Boiss. & Orph. mô tả khoa học đầu tiên năm 1859.